# مقاطعة وارين (جورجيا)
مقاطعة وارين (بالإنجليزية: Warren County)‏ هي إحدى المقاطعات في ولاية جورجيا في الولايات المتحدة الأمريكية.